# John Edensor Littlewood
|  | No s'ha de confondre amb Dudley Littlewood. |

John Edensor Littlewood   (Rochester, 9 de juny de 1885 - Cambridge, 6 de setembre de 1977) va ser un matemàtic anglès. Va treballar en el camp de l'anàlisi matemàtic, la teoria de nombres i les equacions diferencials, i va col·laborar extensament amb G. H. Hardy, Srinivasa Ramanujan i Mary Cartwright.

## Vida i Obra
Littlewood va néixer el 9 de juny de 1885 a Rochester, Kent. Va ser el primer fill de Edward Thornton Littlewood i Sylvia Maud (nascuda Ackland). L'any 1892, Edward Thornton va acceptar el càrrec de director d'una escola recentment creada a Wynberg (Ciutat del Cap, Sud-àfrica) i s'hi va traslladar amb tota la família.. Tot i que els seus pares es van quedar a Wynberg fins a la seva jubilació, l'any 1900 Littlewood va decidí tornar a Londres per a estudiar a la St. Paul's School, on va rebre una sòlida formació a càrrec del matemàtic i notable pedagog Francis Sowerby Macaulay. El 1903, va ingressar al Trinity College (Cambridge), on va acabar els seus estudis de matemàtiques l'any 1907. Tant el seu pare, com seu l'avi patern també havien estudiat a la Universitat de Cambridge.
Des de 1907 fins a 1910, Littlewood va ser professor a la Universitat de Manchester (en aquella època Universitat Victòria) i el 1908 va guanyar el Premi Smith i va ser escollit fellow de la Trinity College. El 1911 es va traslladar a la Universitat de Cambridge i va començar la seva llarga i fruitosa col·laboració amb Godfrey Harold Hardy.
El 1928 va ser nomenat primer Rouse Ball Professor of Mathematics, una nova càtedra de matemàtiques creada a Cambridge en honor del professor Walter William Rouse Ball. Va mantenir aquest càrrec fins a la seva jubilació el 1950, data en què es convertí en professor emèrit. Tot i que després de la seva jubilació va patir algun episodi de depressió, va continuar la seva activitat de recerca publicant articles i llibres notables com A Mathematician's Miscellany (1953) i The Mathematician's Art of Work (1967).

## Col·laboració amb Hardy
A partir de la seva arribada a Cambridge va iniciar una fruitosa col·laboració amb el seu col·lega Godfrey Harold Hardy que es basava en els quatre axiomes que ells mateixos es van establir:
1. Quan un escrigui a l'altre, és absolutament indiferent si el que diu és correcte o incorrecte
2. Quan un rep una carta de l'altre, no té cap obligació de llegir-la, ni molt menys de contestar-la
3. Tot i que no importa si tots dos pensem en el mateix detall, és preferible que no sigui així
4. És irrellevant que un dels dos no hagi contribuït el més mínim en qualsevol article signat per tots dos conjuntament.

Un matemàtic contemporani va afirmar que semblava mentida que s'hagués aconseguit una col·laboració tan important i harmoniosa basada en uns principis aparentment tan negatius. El matemàtic danès Harald Bohr va fer l'acudit de dir que només hi havia tres grans matemàtics anglesos: Hardy, Littlewood i Hardy-Littlewood. La realitat és que la col·laboració va durar fins a la mort de Hardy el 1947 i el seu resultat van ser un centenar d'articles científics de gran influència. La majoria d'aquests treballs van ser en teoria analítica de nombres i en teoria de les particions. També van ser els mestres d'un notable grup d'estudiants que van esdevenir figures importants de les matemàtiques de les seves generacions.